# Périphériques, les mondes de Flynne
Périphériques, les mondes de Flynne (The Peripheral) est une série télévisée américaine de science-fiction en huit épisodes d'environ 62 minutes produite et créée par Scott Smith, diffusée entre le 21 octobre 2022 et le 2 décembre 2022 sur Prime Video. Produite par Amazon, la série est une adaptation du roman du même titre de William Gibson publié en 2014.

## Synopsis
2032. Le monde et la société ont été peu à peu transformés par la technologie. La jeune femme Flynne Fisher découvre en jouant à un jeu vidéo ultraréaliste une connexion avec une réalité très différente. Elle voit un meurtre et se demande si cela est réellement arrivé.

## Distribution

### Personnages principaux
- Chloë Grace Moretz (VF : Lisa Caruso ; VQ : Célia Gouin-Arsenault) : Flynne Fisher
- Gary Carr (VF : Diouc Koma ; VQ : Iannicko N'Doua) : Wilf Netherton
- Jack Reynor (VF : Julien Allouf ; VQ : David Laurin) : Burton Fisher
- J. J. Feild (VF : Alexis Victor ; VQ : Martin Watier) : Lev Zubov
- T'Nia Miller (VF : Virginie Emane ; VQ : Marie-Evelyne Lessard) : Cherise Nuland
- Louis Herthum (VF : Gabriel Le Doze ; VQ : Sébastien Dhavernas) : Corbell Pickett
- Katie Leung (VF : Aurore Bonjour ; VQ : Aurélie Morgane) : Ash
- Melinda Page Hamilton (VF : Rafaèle Moutier ; VQ : Aline Pinsonneault) : Ella Fisher
- Chris Coy (VF : Donald Reignoux ; VQ : Alexandre Daneau) : Jasper Baker
- Alex Hernandez (VF : Eilias Changuel ; VQ : Pierre-Yves Cardinal) : Tommy Constantine
- Julian Moore-Cook (VQ : Louis Lacombe-Petrowski) : Ossian
- Adelind Horan (en) (VF : Pascale Mompez ; VQ : Annie Girard) : Billy Ann Baker
- Austin Rising (VF : Jérémie Bédrune ; VQ : David Strasbourg) : Leon
- Eli Goree (VF : Jean-Baptiste Anoumon ; VQ : Fayolle Jean Jr.) : Conner Penske
- Charlotte Riley (VF : Olivia Luccioni ; VQ : Rachel Graton) : Aelita West
- Alexandra Billings (VF : Isabelle Leprince) : Inspectrice Ainsley Lowbeer

### Personnages secondaires
- Moe Bar-El (VF : Aurélien Raynal) : Reece
- Sophia Ally : Aelita jeune
- Hannah Arterton (VF : Marie Tirmont ; VQ : Geneviève Bédard) : Dee Dee
- India Mullen (VF : Julie Cavanna) : Mary Pickett
- Harrison Gilbertson : Atticus
- Duke Davis Roberts : Cash
- Poppy Corby-Tuech : Mariel Raphael
- Claire Cooper (VF : Dorothée Pousséo) : Dominika Zubov
- Anjli Mohindra (VF : Émilie Rault) : Beatrice
- Amber Rose Revah (VF : Jessica Monceau) : Grace

 Source et légende : version française (VF) sur RS Doublage ; version québécoise (VQ) sur Doublage Québec.

## Production

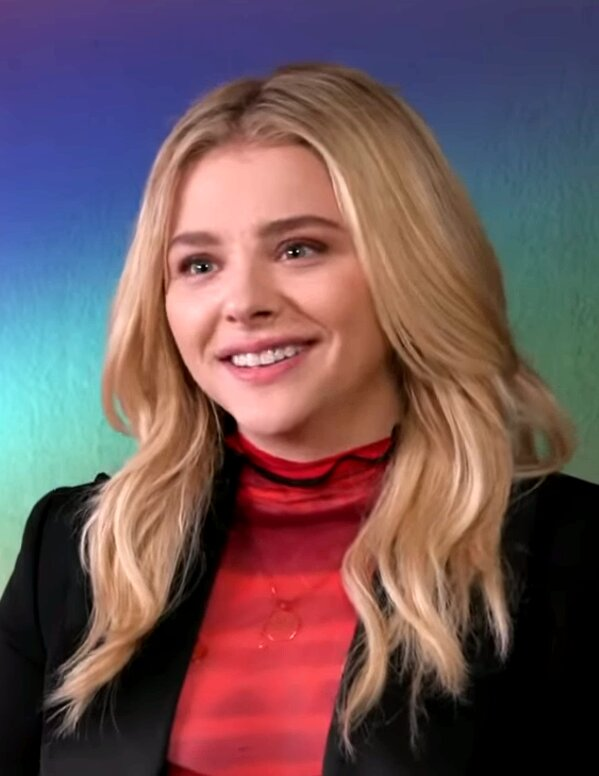
Chloë Grace Moretz, 2018.

### Développement
En avril 2018, une adaptation en série télévisée du roman Périphérique de William Gibson a été annoncée par les créateurs de Westworld, Lisa Joy et Jonathan Nolan, pour Amazon. Il a été annoncé en avril 2019 que Joy et Nolan avaient signé un accord avec Amazon Studios et le projet a reçu une commande de série à la mi-novembre 2019, Joy et Nolan étant producteurs exécutifs dans le cadre de leur accord. Au-delà de Joy et Nolan, les producteurs exécutifs comprennent Athena Wickham, Steve Hoban et Vincenzo Natali. La série comporte des épisodes d'une heure, développés par Kilter Films, par l'intermédiaire d'Amazon Studios, de Warner Bros. Television qui est également cofinanceur et producteur, avec Scott Smith comme scénariste. Smith a créé la série, tout en étant également showrunner et producteur exécutif. Natali a réalisé le pilote de la série. Le 30 mars 2021, Greg Plageman a rejoint la série en tant que producteur exécutif et a remplacé Smith en tant que showrunner.
Une deuxième saison et une troisième sont en cours de développement,.
Le 9 février 2023, la série est officiellement annulée. Le 18 août 2023, Amazon annule sa commande de deuxième saison durant la grève de la Writers Guild of America de 2023.

### Distributions des rôles
En octobre 2020, il a été annoncé que Chloë Grace Moretz jouait le rôle principal de Flynne Fisher, Gary Carr rejoignant également la distribution principale. En mars 2021, Jack Reynor a rejoint la série dans un rôle principal. Le mois suivant, Eli Goree, Charlotte Riley, J. J. Feild, Adelind Horan, T'Nia Miller et Alex Hernandez ont été ajoutés à la distribution principale,. En juin 2021, Louis Herthum, Chris Coy, Melinda Page Hamilton, Katie Leung et Austin Rising rejoignent la distribution dans des rôles récurrents. En juillet 2021, Alexandra Billings rejoint la distribution dans un rôle récurrent.

### Tournage
Les prises de vues principales de la série ont commencé le 3 mai 2021 à Londres, en Angleterre. Le tournage s'est déplacé à Marshall, en Caroline du Nord, le 24 septembre. La production de la série s'est terminée le 5 novembre 2021.
Les coûts de production de la série s'élèvent à plus de 100 millions de dollars, une somme particulièrement importante alors qu'elle n'a pas réussi à se hisser parmi les dix programmes en streaming les plus visionnés aux États-Unis.

## Épisodes
Note : Le deuxième titre est celui du Québec.
1. Pilote (Pilot)
2. Un bonus d'empathie (Empathy Bonus)
3. La Dérive Haptique (Haptic Drift)
4. Jackpot (Jackpot)
5. Qu'en est-il de Bob ? (What About Bob?)
6. Enculé, va chier / Va chier et bouffe ta merde (Fuck You and Eat Shit)
7. Le Bidule / Le Truc-bidule (The Doodad)
8. La Création de mille forêts (The Creation of a Thousand Forests)

## Accueil critique
Le site d'agrégation de critiques Rotten Tomatoes a rapporté un taux d'approbation de 71 % avec une note moyenne de 6,4/10, sur la base de 41 critiques. Le consensus des critiques du site Web indique que « Quelque part à la périphérie de cette vision de la science-fiction se trouve un récit captivant, mais la focalisation de The Peripheral sur ses idées nobles se fait au détriment du caractère et de la cohérence. ». Metacritic, qui utilise une moyenne pondérée, a attribué une note de 57 sur 100 sur la base de 20 critiques, ce qui indique des « critiques mitigées ou moyennes ».